# Epachthosaurus
Epachthosaurus ist eine Gattung sauropoder Dinosaurier aus der Gruppe der Titanosauria, die während der frühen Oberkreide (spätes Cenomanium) in Südamerika lebte.
Während anfangs lediglich wenige Wirbel- und Beckenknochen bekannt waren, konnte 2004 ein nahezu komplettes, jedoch schädelloses Skelett beschrieben werden – somit ist Epachthosaurus eine der am vollständigsten bekannten Gattungen der Titanosauria.
Alle Funde stammen aus der Fundstelle Ocho Hermanos in der argentinischen Provinz Chubut, welche Teil der Bajo-Barreal-Formation ist und auf das späte Cenomanium bis frühe Turonium datiert wird. Bisher ist nur die Typusart Epachthosaurus sciuttoi beschrieben.

## Merkmale
Epachthosaurus war ein mittelgroßer Sauropode mit einer Länge von etwa 18 Metern. Das Gewicht des fast vollständig erhaltenen Exemplars wird von T. Galarza und J. Gallegos auf 11,29 Tonnen geschätzt. Bei 10 der über 40 bisher bekannten Titanosauria wurden Hautknochenplatten (Osteoderme) nachgewiesen. Da von Epachthosaurus trotz des fast vollständigen, artikulierten Skeletts keinerlei Osteoderme entdeckt wurden, wird davon ausgegangen, dass diese Gattung tatsächlich keine Osteoderme trug.
Von anderen Gattungen lässt sich Epachthosaurus durch verschiedene Autapomorphien (einzigartige Merkmale) abgrenzen. Während die Rückenwirbelsäule der meisten Sauropoden durch zusätzliche mechanische Verbindungselemente der Wirbelbögen, den Hyposphen-Hypantrum-Verbindungen, verstärkt ist, fehlen diese Strukturen bei fast allen Titanosauria. Epachthosaurus hat jedoch, ähnlich wie Argentinosaurus, sekundär und in Analogie zu den Hyposphen-Hypantrum-Verbindungen einen anderen, besonderen Typ von Verbindungselementen an den Rückenwirbeln ausgebildet. Einzigartig unter Titanosauriern ist des Weiteren, dass in den 1. bis 14. Schwanzwirbel Hyposphen-Hypantrum-Verbindungen vorhanden waren. Diese Verbindungselemente sowie verknöcherte Sehnen am Kreuzbein führten dazu, dass die Wirbelsäule von Epachthosaurus vermutlich deutlich rigider war als die von anderen Titanosauria. Die Phalangenformel, mit der die Anzahl der Zehenglieder pro Zehe des Hinterfußes beschrieben wird, beträgt 2-2-3-2-0.

## Systematik
Die genaue systematische Position innerhalb der Titanosauria ist unklar. Die Schwanzwirbel waren jedoch stark procoel (auf der Vorderseite konkav), ein Merkmal, was für abgeleitete (moderne) Titanosauria typisch ist (Lithostrotia bzw. Titanosauridae). So zeigt der sehr basale (ursprüngliche) Andesaurus durchgehend amphiplatische (beidseitig abgeflachte) Schwanzwirbel. Vermutlich handelte es sich bei Epachthosaurus um einen basalen Titanosauria, der zwischen Andesaurus und den stärker abgeleiteten Gattungen anzusiedeln ist.

## Entdeckungsgeschichte, Funde und Namensgebung
Epachthosaurus wurde 1990 von Jaime Eduardo Powell erstmals wissenschaftlich beschrieben, basierend auf einem isolierten Rückenwirbel, einer Serie aus sechs Rückenwirbeln, einem Teil des Kreuzbeins sowie einem Teil des Schambeins (Pubis). Lediglich der isolierte Rückenwirbel (Holotyp, Exemplarnummer MACN-CH 1317) konnte tatsächlich gesammelt werden – die übrigen Knochen (Exemplarnummer MACN-CH 18689) sind noch immer am Fundort im Gestein eingeschlossen, da die umgebende Gesteinsmatrix zu hart für eine Freilegung war. Stattdessen wurden Abgüsse von den an der Oberfläche sichtbaren Knochenpartien angefertigt.
Ein fast vollständiges Skelett (Exemplarnummer UNPSJB-PV 920), wurde bereits 1988 und 1989 von Martínez und Kollegen kurz beschrieben, eine umfangreichere Beschreibung veröffentlichten diese Forscher jedoch erst 2004. Dieses Skelett befand sich bei seiner Entdeckung noch fast vollständig im ursprünglichen anatomischen Verbund – es fehlen lediglich Schädel, Hals, vier bis fünf vordere Rückenwirbel sowie die hintersten Schwanzwirbel. Weitere Fossilien – ein vorderer Rückenwirbel und Teile des Beckens (Exemplarnummern UNPSJB-PV 1006 und UNPSJB-PV 956) – wurden 2010 als Epachthosaurus sp. beschrieben.
Sämtliche Funde stammen aus einer Fundstelle innerhalb der Ranch Ocho Hermanos. Diese berühmte Fundstelle barg neben den Epachthosaurus-Fossilien eine Reihe weiterer Funde, darunter die Skelette der Schildkröten Bonapartemys und Prochelidella, den Ceratosaurier Xenotarsosaurus sowie weitere, noch unbestimmte Sauropoden-Reste. Die Fundstelle gehört zum oberen Abschnitt des unteren Schichtglieds der Bajo-Barreal-Formation.
Der Name Epachthosaurus (gr. epakhthes – „schwer“; sauros – „Echse“) bedeutet so viel wie „Schwere Echse“. Der zweite Teil des Artnamens, sciuttoi, ehrt Dr. J. C. Sciuttoi, der sich für die Erkundung der Ocho Hermanos-Fundstelle einsetzte.

## Taphonomie
Das nahezu vollständige Skelett wurde in Bauchlage aufgefunden, wobei die Hinterbeine gefaltet und die Vorderbeine schräg nach hinten ausgestreckt waren. Der Schwanz war nach rechts gekrümmt. Der hohe Artikulationsgrad des Skelettes weist darauf hin, dass es vor seiner Einbettung im Sediment nicht durch Wasser transportiert wurde. Die Sedimente, welche den Kadaver begruben, könnten durch ein saisonales Flutereignis eingetragen worden sein. Möglicherweise sind der fehlende Hals und Schädel ebenfalls fossilisiert, jedoch nachträglich durch Erosion verloren gegangen, als das Fossil wieder an der Erdoberfläche zu Tage trat.